# Aglaia pyriformis
Aglaia pyriformis är en tvåhjärtbladig växtart som beskrevs av Merrill. Aglaia pyriformis ingår i släktet Aglaia och familjen Meliaceae. Inga underarter finns listade i Catalogue of Life.